# Guy Reschenthaler
Guy Lorin Reschenthaler (Pittsburgh, 17 aprile 1983) è un politico statunitense, membro della Camera dei Rappresentanti per lo stato della Pennsylvania.

## Biografia
Nato e cresciuto in Pennsylvania, Reschenthaler studiò scienze politiche alla Pennsylvania State University e dopo la laurea in giurisprudenza divenne avvocato. Arruolatosi in marina, prestò servizio in Iraq come JAG. Lasciò il corpo nel 2012 tornando a svolgere la professione di avvocato nel settore privato.
Fu giudice distrettuale a Pittsburgh, poi entrò in politica con il Partito Repubblicano e nel 2015 fu eletto all'interno del Senato di stato della Pennsylvania, la camera alta della legislatura statale.
Nel 2018 prese parte ad un'elezione speciale della Camera dei Rappresentanti per assegnare il seggio vacato da Tim Murphy, ma fu sconfitto nelle primarie da Rick Saccone, che perse poi le elezioni generali contro il democratico Conor Lamb. Pochi mesi dopo ebbero luogo le elezioni parlamentari di midterm; Reschenthaler si candidò nuovamente per un distretto ridefinito e anche in questa occasione affrontò nelle primarie Saccone, riuscendo stavolta a sconfiggerlo per poi essere eletto deputato.